# 메르클린
메르클린(Märklin)은 독일의 장난감 회사이다. 1859년 설립되었으며 괴핑겐에 위치해 있다. 처음에는 인형의 집 액세서리를 전문으로 하였으나 오늘날에는 철도모형과 테크니컬 토이로 잘 알려져 있다. 독일과 스웨덴의 일부 지역에서 이 기업의 이름은 철도모형과 거의 동의어로 사용된다.

## 역사
메르클린은 1859년 Theodor Friedrich Wilhelm Märklin에 의해 설립되었다.

## 갤러리

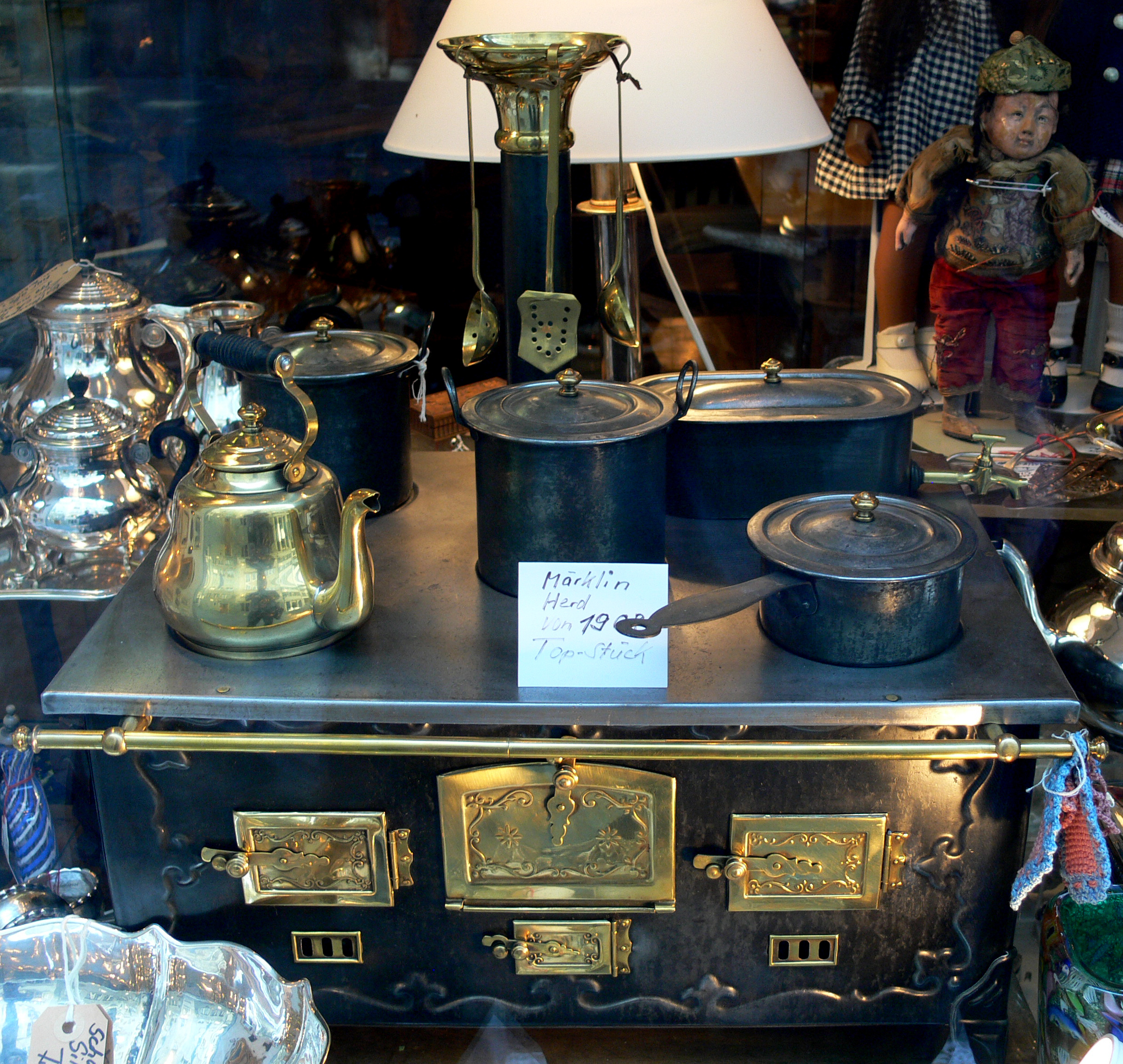
Doll stove, around 1900
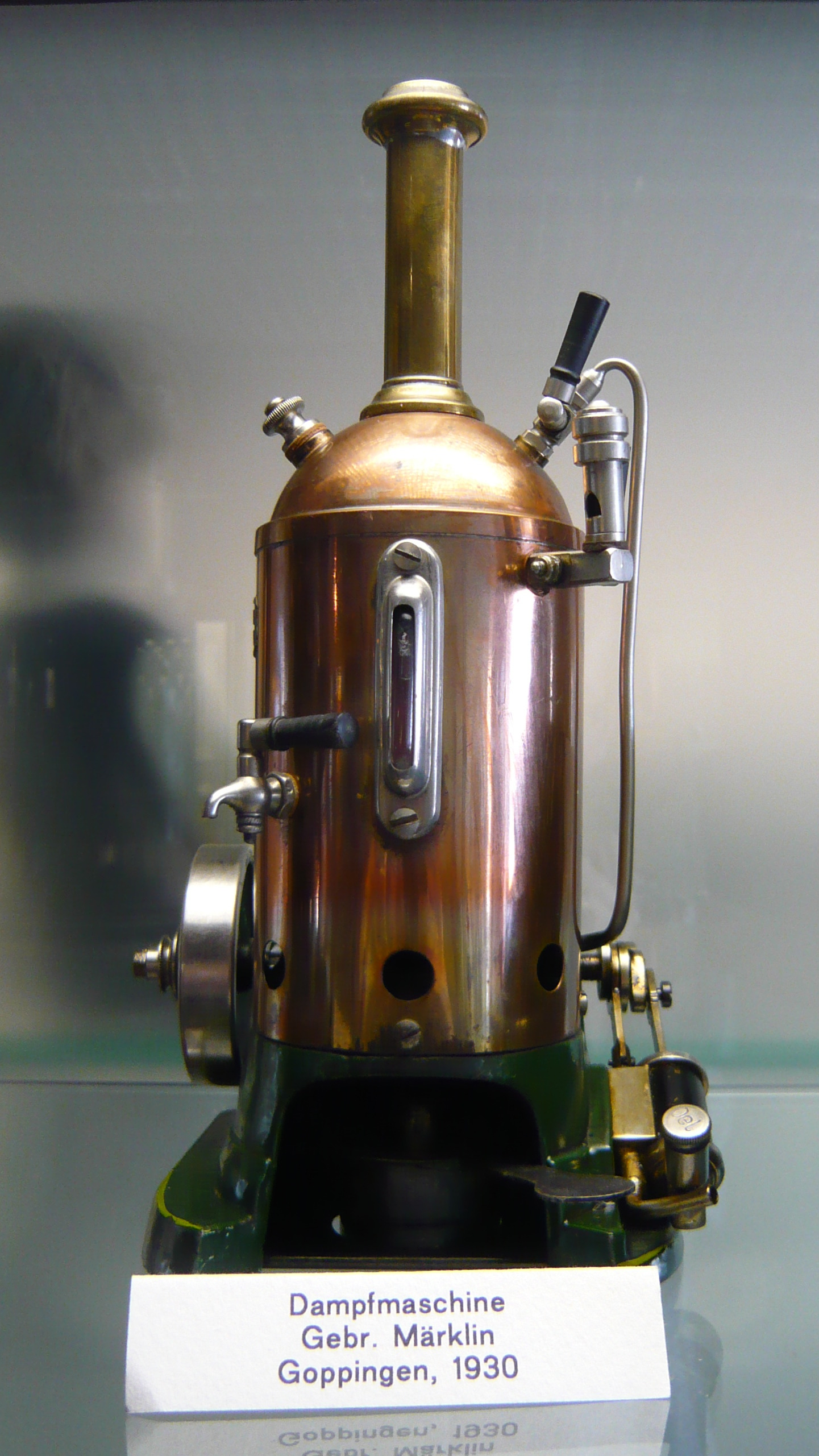
Stationary steam engine, 1930
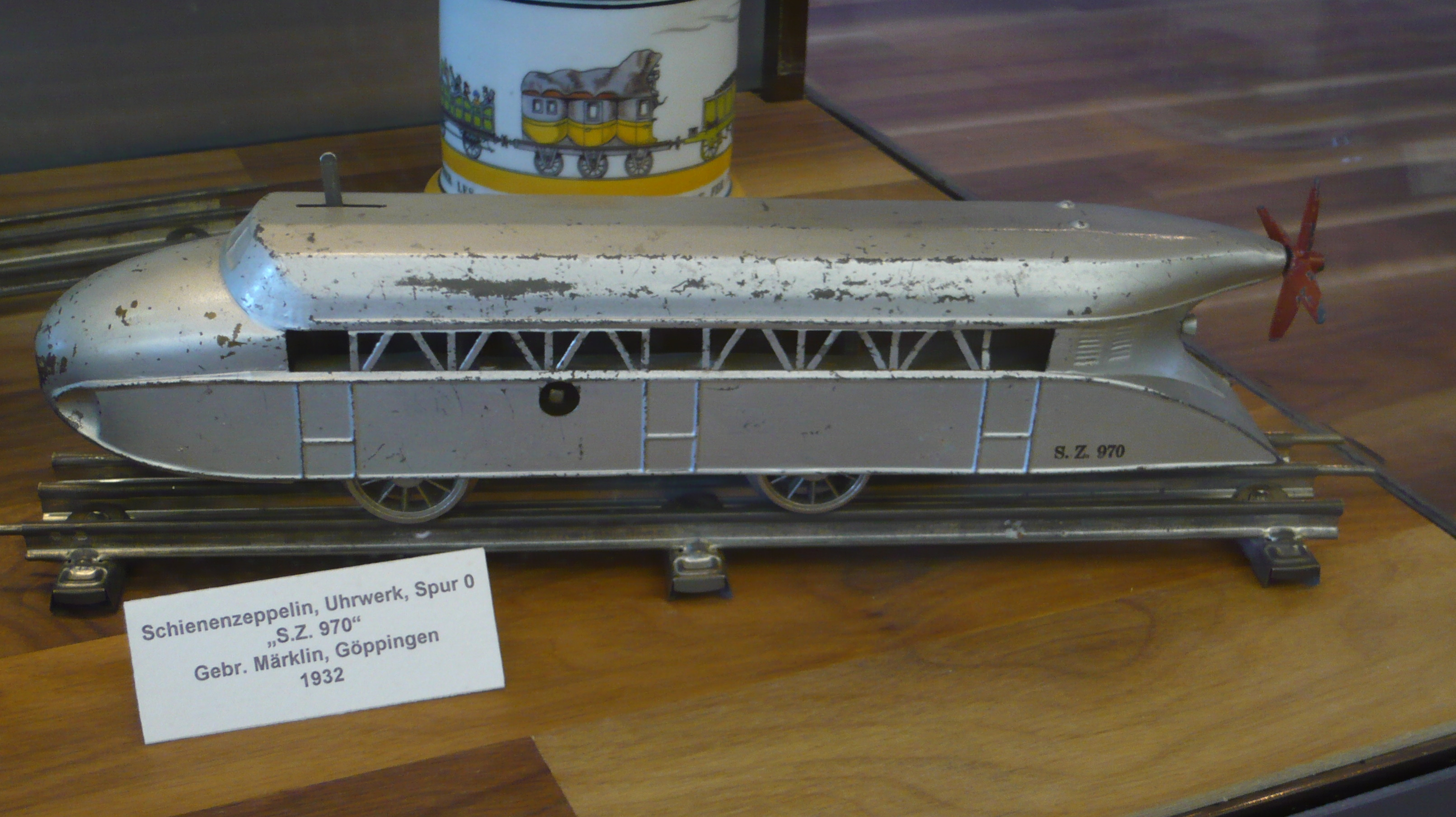
1932 O-gauge model of the Schienenzeppelin
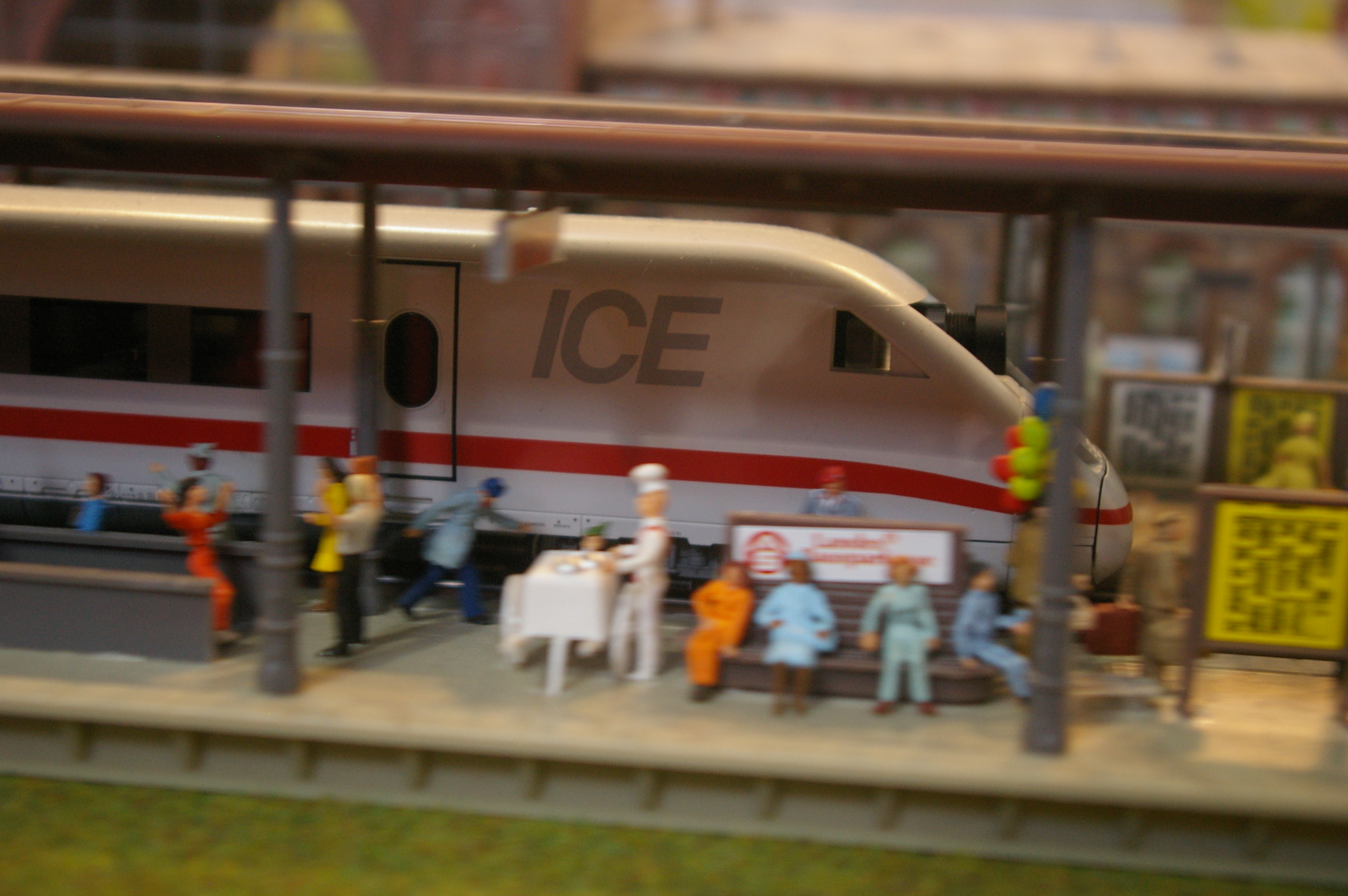
Märklin Mobile Vision (digital camera mounted on a locomotive)